# Filippo Spinelli
Filippo Spinelli (1566 Neapol – 25. května 1616 Neapol) byl římskokatolický duchovní, nuncius na dvoře císaře Rudolfa II. v Praze, od roku 1604 kardinál titulu San Bartolomeo all’Isola a od roku 1605 biskup averský.

## Papežský vyslanec na dvoře Rudolfa II. v Praze
V roce 1598 byl papežem Klementem VIII. vyslán do Prahy ke dvoru císaře Rudolfa II., kde jako papežský nuncius působil až do roku 1603. Za své diplomatické mise podporoval rekatolizační aktivity pražského arcibiskupa Zbyňka Berky z Dubé a měl přímý vliv na zvolení Františka z Diettrichsteina biskupem Olomouckým i na jeho kardinálskou kreaci. Tito tři se stali vůdčími osobnostmi katolické církve v českém království. V roce 1600 mj. vysvětil italskou kapli Nanebevzetí Panny Marie (Vlašská kaple) v pražském Klementinu.
Spinelli sám dostal od císaře Rudolfa II. mandát k potírání vlivu českých protestantů, především proti Jednotě bratrské. V Praze byli na jeho popud vylučováni protestantští kazatelé. A byl to také on, kdo naléhal na bezdětného Rudolfa, aby určil, kdo se stane jeho nástupcem. Císař ho však nesnášel a nakonec odmítl Spinelliho přijmout.
Roku 1603 se Spinelli zúčastnil říšského sněmu v Řezně, po kterém požádal papeže o přeložení. Tím ukončil svou diplomatickou kariéru. V roce 1605 se stal biskupem averským a tím zůstal až do své smrti.